# صموئيل بولوك
صموئيل بولوك (بالإنجليزية: Samuel Bullock)‏ (1807 - 1855) هو لاعب كريكت بريطاني (وحمل سابقاً جنسية المملكة المتحدة لبريطانيا العظمى وأيرلندا).